# Samsung Galaxy Note 8
Samsung Galaxy Note 8 — смартфон 8 покоління, що був випущений 23 серпня 2017 року як продовження лінійки смартфонів Samsung Galaxy Note, не зважаючи на попередній плачевний досвід із Samsung Galaxy Note 7.

## Дизайн
Перше, що кидається в очі це характерний безрамковий дизайн, що був введений для цього покоління смартфонів. Одною з особливих рис цього дизайну є те, що забрали фірмову овальну кнопку Samsung, а сенсор відбитків пальців був перенесений на задню кришку телефона і розташований поруч із камерою. Також, як і в Samsung Galaxy S8 було введено кнопку Bixby з лівої сторони телефона під клавішами регулювання звуку. І основною рисою цього смартфона лишився стилус, який можна дістати з нижньої рамки телефона.

## Bixby[1]
Bixby — це віртуальний асистент, за допомогою якого можна швидко знаходити інформацію. Він був створений компанією Samsung в березні 2017 року і вперше був презентований, як альтернатива «Ok, Google» та Siri і як заміна Samsung S Voice.

## Система
Galaxy Note 8 має систему на базі Android 7.1.1 Nougat модернізованого спеціально під потреби цього телефона компанією Samsung, однак в планах компанії перенести усе 8 покоління смартфонів Samsung на Android 8.0, що за словами самих розробників сильно оптимізує смартфон і сприятиме його швидкодії.